# The Chats
The Chats is een Australische punkband afkomstig uit Sunshine Coast, Queensland. De band werd opgericht in 2016 en bestaat uit gitarist Josh Hardy, drummer Matt Boggis en basgitarist en zanger Eamon Sandwith. The Chats heeft tot op heden zes ep's en drie albums uitgegeven.

## Geschiedenis

### 2016-2019: Oprichting en bekendheid
De band werd opgericht in 2016 door Eamon Sandwith, Josh Price en Matt Boggis. Tremayne zat een tijdje bij de band als tweede gitarist. De band verkreeg vooral bekendheid met het nummer "Smoko" en de bijhorende videoclip. "Smoko" werd, nadat het in 2017 op YouTube was gezet, binnen een paar dagen tijd een half miljoen keer bekeken en trok al snel de aandacht van de media. Ook verschillende bekende artiesten, waaronder Iggy Pop, Miguel, Josh Homme en Dave Grohl, spraken hun waardering over het nummer uit.
De band toerde in 2019 door Europa en de Verenigde Staten, na eerder al door Australië en Nieuw-Zeeland getoerd te hebben.

### 2020-heden:Get Fucked
Op 7 november 2020 bracht de band het nummer "AC/DC CD" uit met een bijbehorende videoclip. Hierin was gitarist Price niet te zien. In de videoclip was wel Josh Hardy te zien, zanger en gitarist van de Australische band The Unknowns. Op 1 december 2020 maakte de band bekend dat Price de band had verlaten en dat hij werd vervangen door Hardy.
In maart 2022 werd de single "Struck by Lightning" uitgegeven. In mei kondigde de band het tweede studioalbum aan, getiteld Get Fucked, dat zou worden uitgegeven op 19 augustus dat jaar. Gelijk met deze aankondiging werd het nummer "6L GTR" als tweede single van het album uitgebracht.

## Leden
- Eamon Sandwith - zang, basgitaar (2016-heden)
- Josh Hardy - gitaar, achtergrondzang (2020-heden)
- Matt Boggis - drums (2016-heden)

Voormalige leden
- Tremayne McCarthy - gitaar, achtergrondzang (2016-2017)
- Josh "Pricey" Price - gitaar, achtergrondzang (2016-2020)

## Discografie
Studioalbums
- High Risk Behaviour (2020)
- Get Fucked (2022)

Ep's
- The Chats (2016)
- Get This in Ya (2017)

Singles
| Jaar | Titel                                      |
| ---- | ------------------------------------------ |
| 2018 | "Do What I Want"                           |
| 2019 | "Pub Feed"                                 |
| 2019 | "Identity Theft"                           |
| 2020 | "The Clap"                                 |
| 2020 | "AC/DC CD"                                 |
| 2022 | “Struck by Lightning”                      |
| 2022 | "6L GTR"                                   |
| 2022 | "I've Been Drunk in Every Pub in Brisbane" |

Videoclips
| Jaar | Nummer                                           | Regisseur        |
| ---- | ------------------------------------------------ | ---------------- |
| 2017 | "Smoko"                                          | Matisse Langbein |
| 2019 | "Pub Feed"                                       | Matt Weston      |
| 2019 | "Identity Theft"                                 | Matt Weston      |
| 2020 | "The Clap"                                       | Matt Weston      |
| 2020 | "Dine n Dash"                                    | Matt Weston      |
| 2020 | "AC/DC CD"                                       | Natalie Sim      |
| 2022 | “Struck by Lightning”                            | Matt Weston      |
| 2022 | "Can You (Point Your Fingers and Do the Twist?)" |                  |